# Curso de Precursor Paracaidista
Curso de Precursor Paracaidista fue el primer curso de especialización combatiente organizado por el Ejército Brasileño y por las Fuerzas Armadas Brasileñas. Su historia se confunde con la historia de la Brigada de Infanteíra Paracaidista. El curso surgió de la necesidad de la formación de un experto capaz de lanzar con seguridad la recién formada tropa paracaidista brasileña. Luego, el teniente primero Celso Nathan Guaraná de Barros, fue enviado con este propósito, en el año 1948, para Fort Benning, Geórgia, Estados Unidos, para cursar el Pathfinder Curse. Con la clausura del curso, el teniente primero Guaraná, conocido como nuestro "Prec Uno", empezó una larga jornada para introducir el "Curso de Precursor Aeroterrestre", en la Escuela de Paracaidistas (actual Centro de Instrucción Paracaidista Gen Penha Brasil) en 1951, cuando fueron formados los siete precursores pioneros de nuestra fuerza terrestre.
A lo largo de más de 60 (sesenta) años de actividades desarrolladas por los precursores en el ámbito de las Fuerzas Armadas, otras especializaciones y actividades operativas fueron creadas y muchas transformaciones ocurrieron en su capacitación, con el objetivo de acompañar las evoluciones de la guerra moderna.

## El Curso
Realizado en el Centro de Instrucción Paracaidista General Penha Brasil (CIPqdt GPB), con la duración de 24 semanas divididas en 4 fases bien definidas, es destinado a Capitanes, Tenientes y Suboficiales voluntarios del Ejército, Marina de Brasil y Fuerza Aérea Brasileña, además de las naciones amigas, titulados en el Curso Básico Paracaidista. Posee un régimen de trabajo de 40 (cuarenta) horas diurnas y 20 (veinte) horas nocturnas por semana, con instrucciones de 50 (cincuenta) minutos de duración con 10 (diez) minutos de intervalo. Las cuatro fases tienen los siguientes objetivos:
- 1.ª Fase - Nivelación Técnico Operacional

Con la duración de 6 (seis) semanas, tiene como objetivos nivelar conocimientos y capacitar los alumnos para que realicen infiltraciones aéreas, terrestres y aquáticas en los diversos ambientes operativos existentes. La actividad diaria empieza con el "Ceremonial", donde el alumno sufre las primeras inspecciones de la jornada de instrucción en lo respecto al apresto individual y colectivo. En seguida, el entrenamiento físico militar con nivel de dificultad creciente y rotación de actividades, como carreras de larga distancia y pista de cuerdas.
- 2.ª Fase - Curso de Maestro de Salto[8]

Es desarrollada en 4 (cuatro) semanas, y los alumnos están a cargo de los instructores de la Formación Básica Paracaidista para aprender las técnicas de preparación de fardos, paquetes y mochilas. Además de los procedimientos de Maestro de Salto en Briefing, preparación, inspeción, equipaje y lanzamientos de personal o material.
- 3.ª Fase - Lanzamiento Precursor

Con la duración de 4 semanas, tiene como objetivo habilitar a los alumnos a lanzarse por medio del Lanzamiento Precursor. El lanzamiento es una forma de infiltración inherente a la especialización del precursor, la cual permite que un equipo de precursores (Eqp Prec) se lance desde una aeronave militar en vuelo utilizando paracaídas semiautomáticos en Zonas de Lanzamiento desconocidas sin un punto materializado en el terreno. La autoconfiança, aplomo, raciocinio rápido y flexible, así como un elevado nivel de orientación a bordo de una aeronave en vuelo son los atributos esenciales para el éxito en esta fase. 
- 4.ª Fase - Operaciones de Precursores

Con la duración de 10 (diez) semanas, los alumnos aprenden y desarrollan operaciones de zona de lanzamiento, operaciones de zonas de aterrizaje de aviones, operaciones de aterrizaje de helicópteros, reconocimientos especiales, conducción de fuego aéreo y de artillaría, pasantía de inteligencia militar, pasantía de navegación aérea y protección al vuelo, pasantía de operaciones aeromóviles, además de un gran operación final com el empleo de todas las enseñanzas adquiridas en el curso.
- Pasantías

Durante el curso los alumnos aun realizan las siguientes pasantías:
| Pasantía                                                   | Local                                                           |
| ---------------------------------------------------------- | --------------------------------------------------------------- |
| Pasantía del combatiente básico de montaña                 | 11.º Batallón de Infantería de Montaña                          |
| Pasantía de adaptación a la vida en la selva               | Centro de Instrucción de Guerra en la Selva                     |
| Pasantía de primeiros auxilios                             | Instituto de Medicina Aeroespacial de la Fuerza Aérea Brasileña |
| Pasantía de inteligencia de imágenes                       | Mando Militar del Este                                          |
| Pasantía de operaciones aeromóviles                        | Centro de Instrucción de Aviación del Ejército                  |
| Pasantía de inteligencia militar                           | Escuela de Inteligencia Militar del Ejército                    |
| Pasantía de navegación aérea                               | Fuerza Aérea Brasileña                                          |
| Pasantía de protección al vuelo y control de tráfico aéreo | Fuerza Aérea Brasileña                                          |
| Pasantía de utilización de armamento no convencional       | Batallón de Operaciones Especiales de los Fuzileiros Navales    |
| Pasantía de combate en localidad                           | Batallón de Operaciones Policiales Especiales                   |

Los que consiguen vencer las 24 (veintecuatro) semanas de instrucciones tras haber sacrificado sus horas de descanso y ocio, con dedicación diaria integral a todas las actividades propuestas, habiendo dejado, incluso por muchas veces, sus familiares y amigos en segundo plano para superar dificultades físicas e intelectuales individuales, son recompensados con el derecho de conducir los símbolos de aquellos que preceden, guían y lideran: el Quepí Rojo y la Antorcha Alada del Precursor Paracaidista.

## Galería

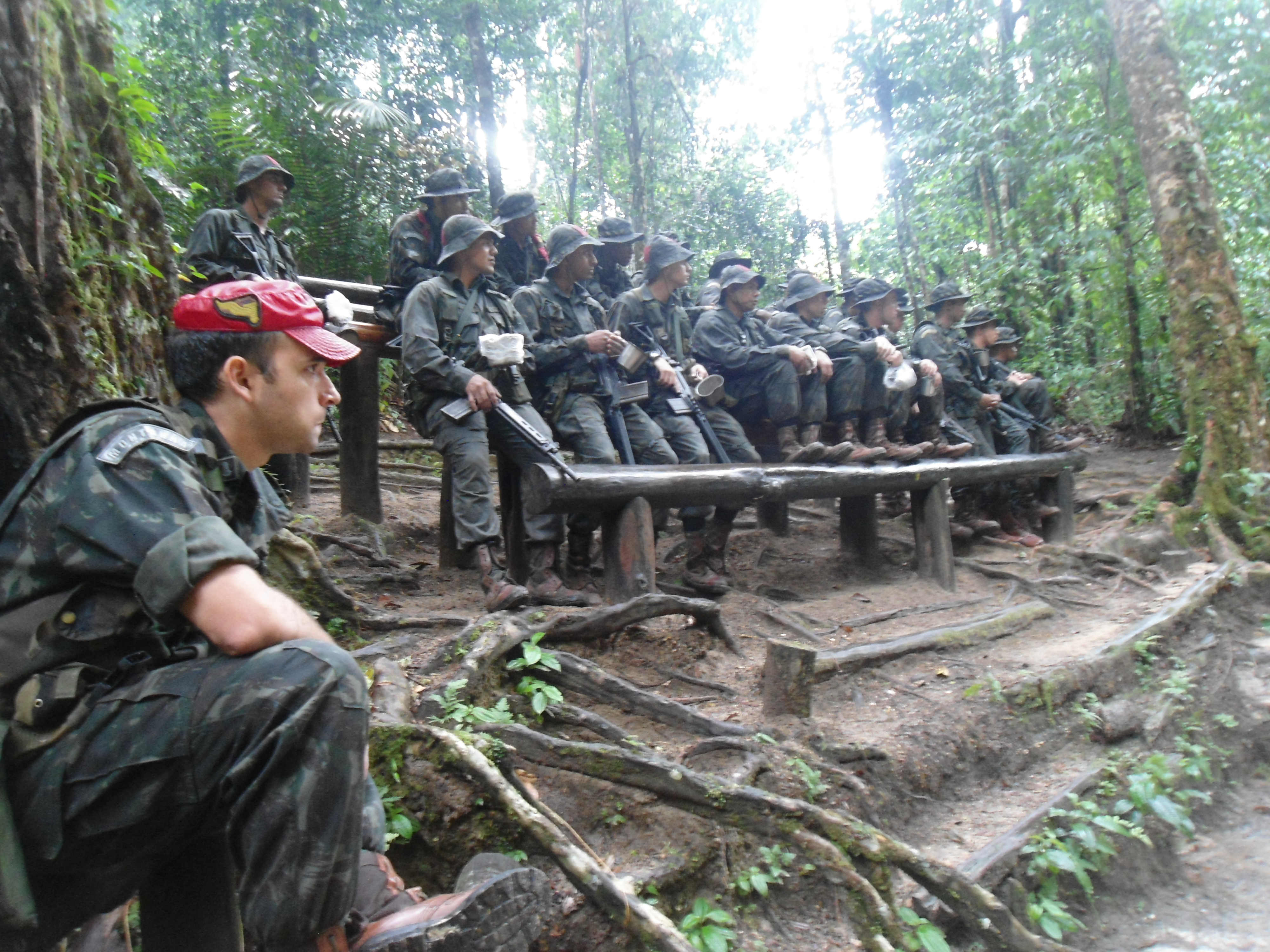
Estágio de adaptación a la vida en la selva
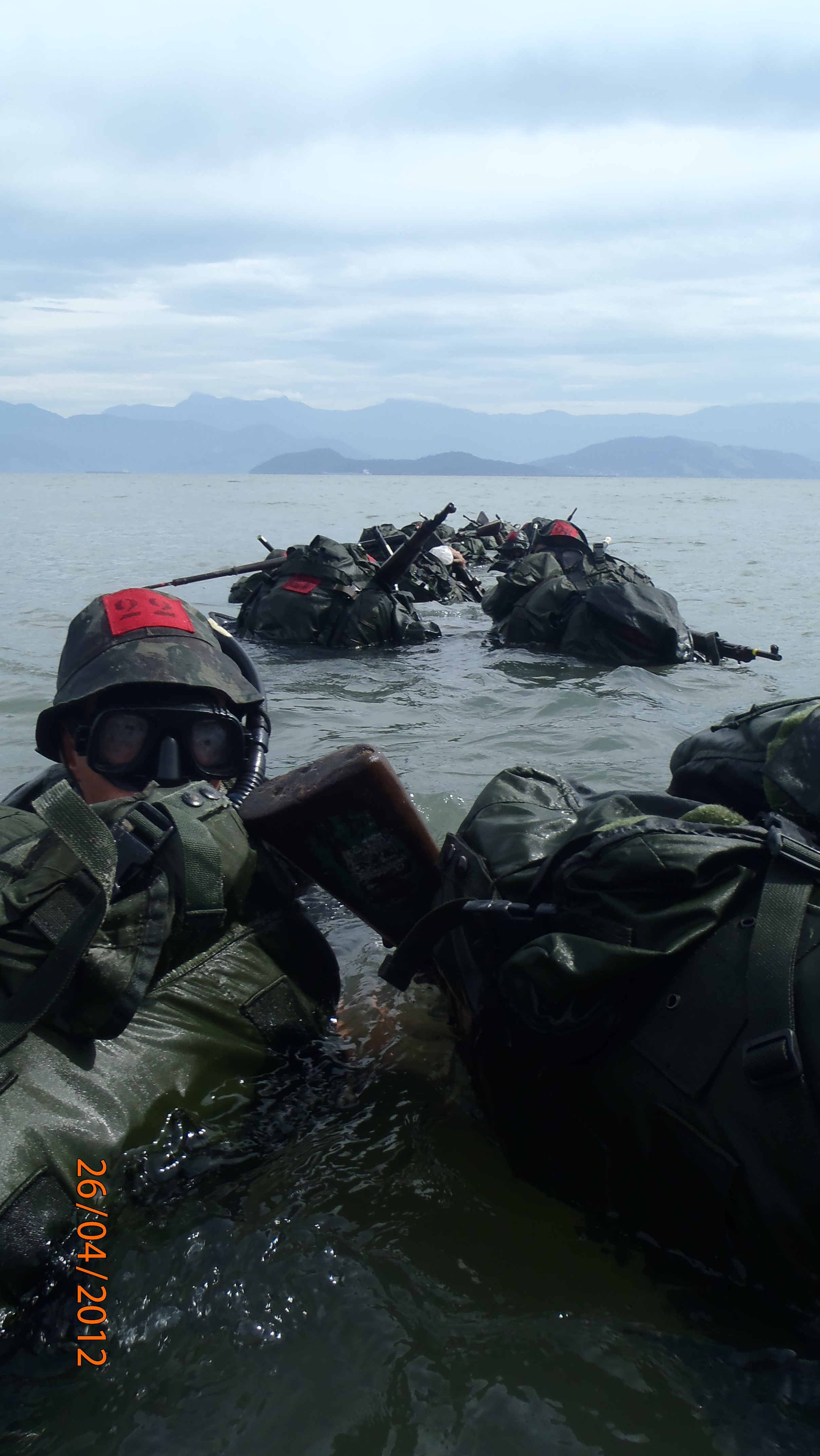
Semana del Mar
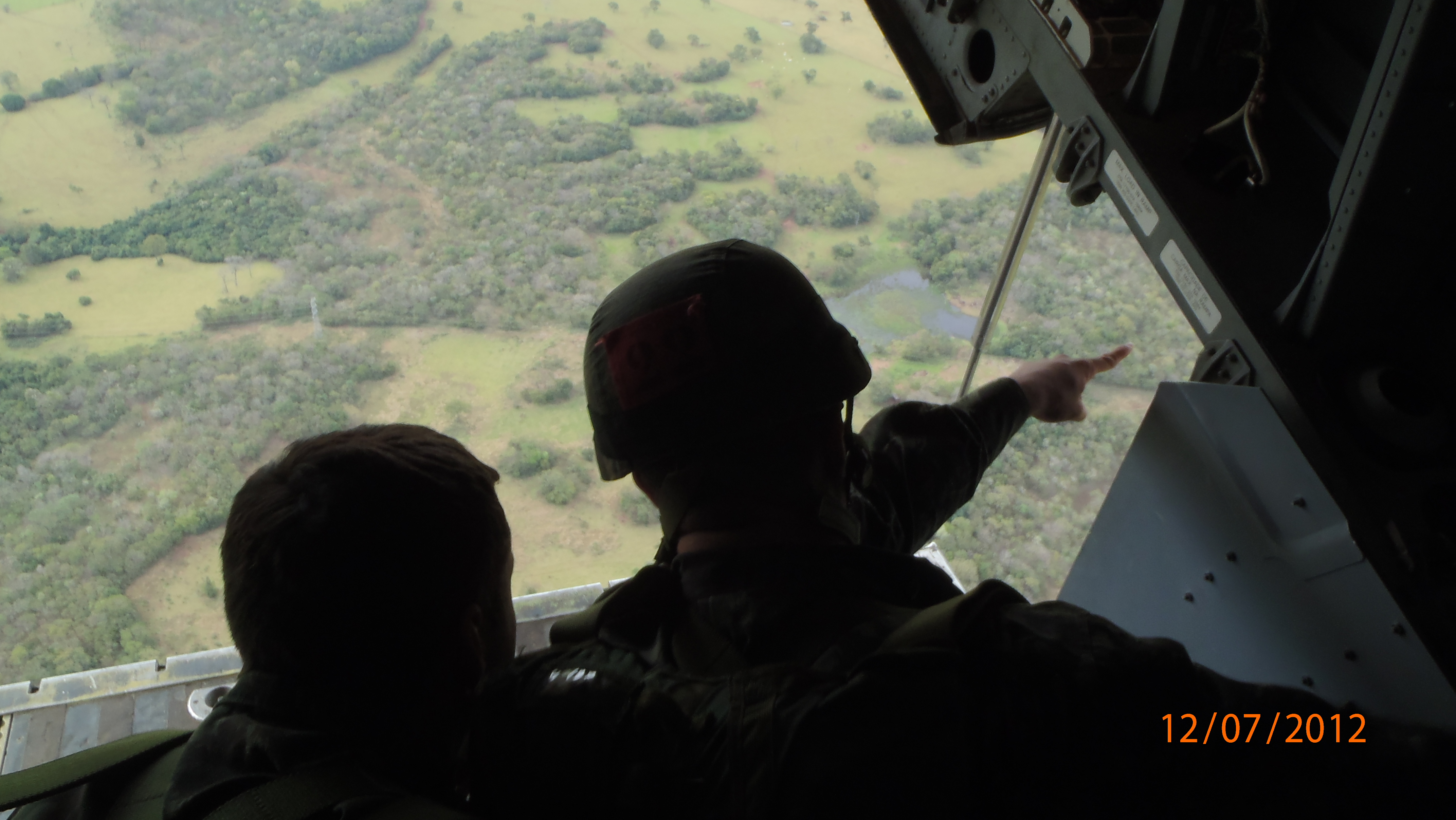
Identificación de la Zona de Lanzamiento
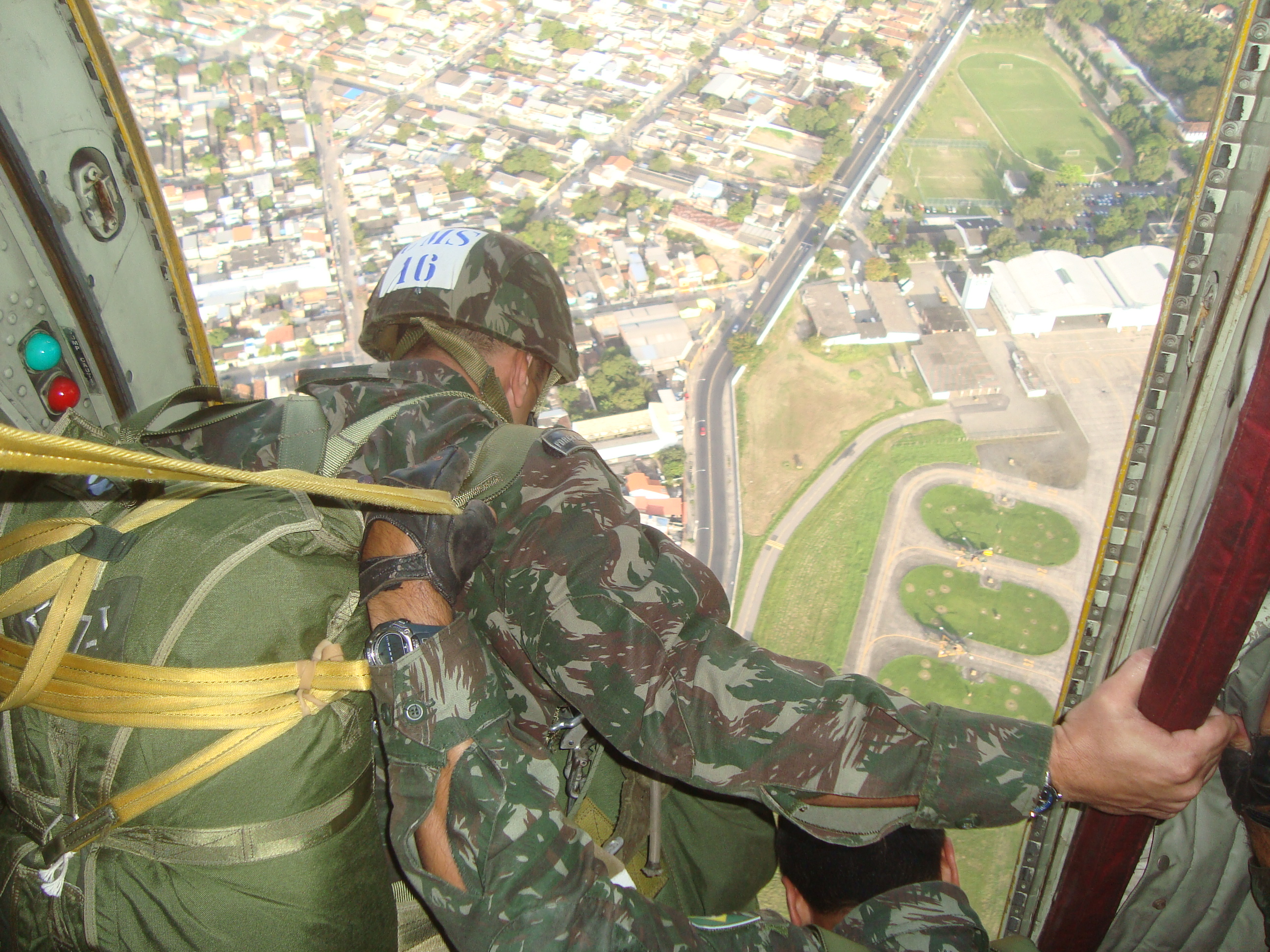
Curso de Maestro de Salto
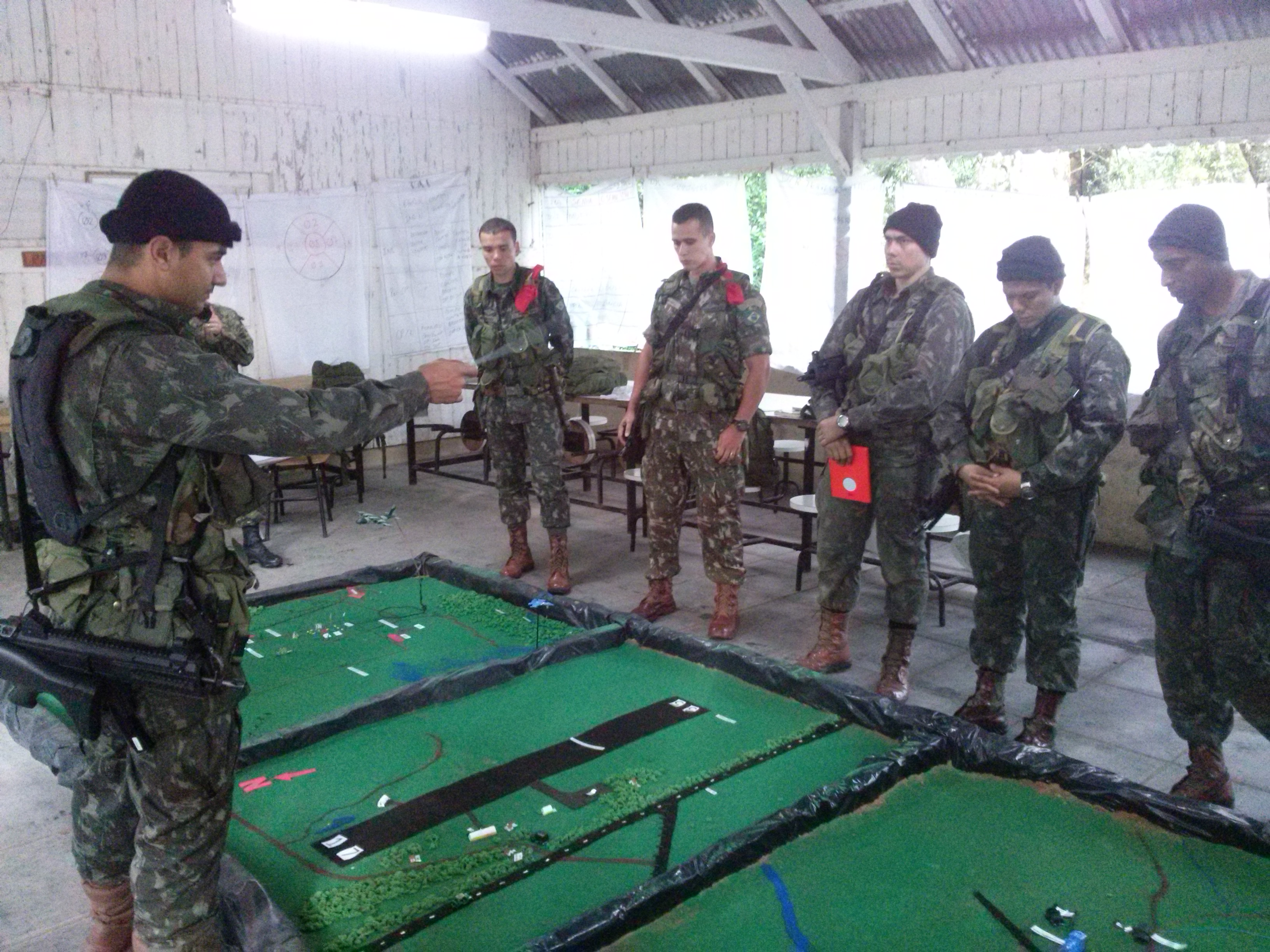
Orden al Equipo
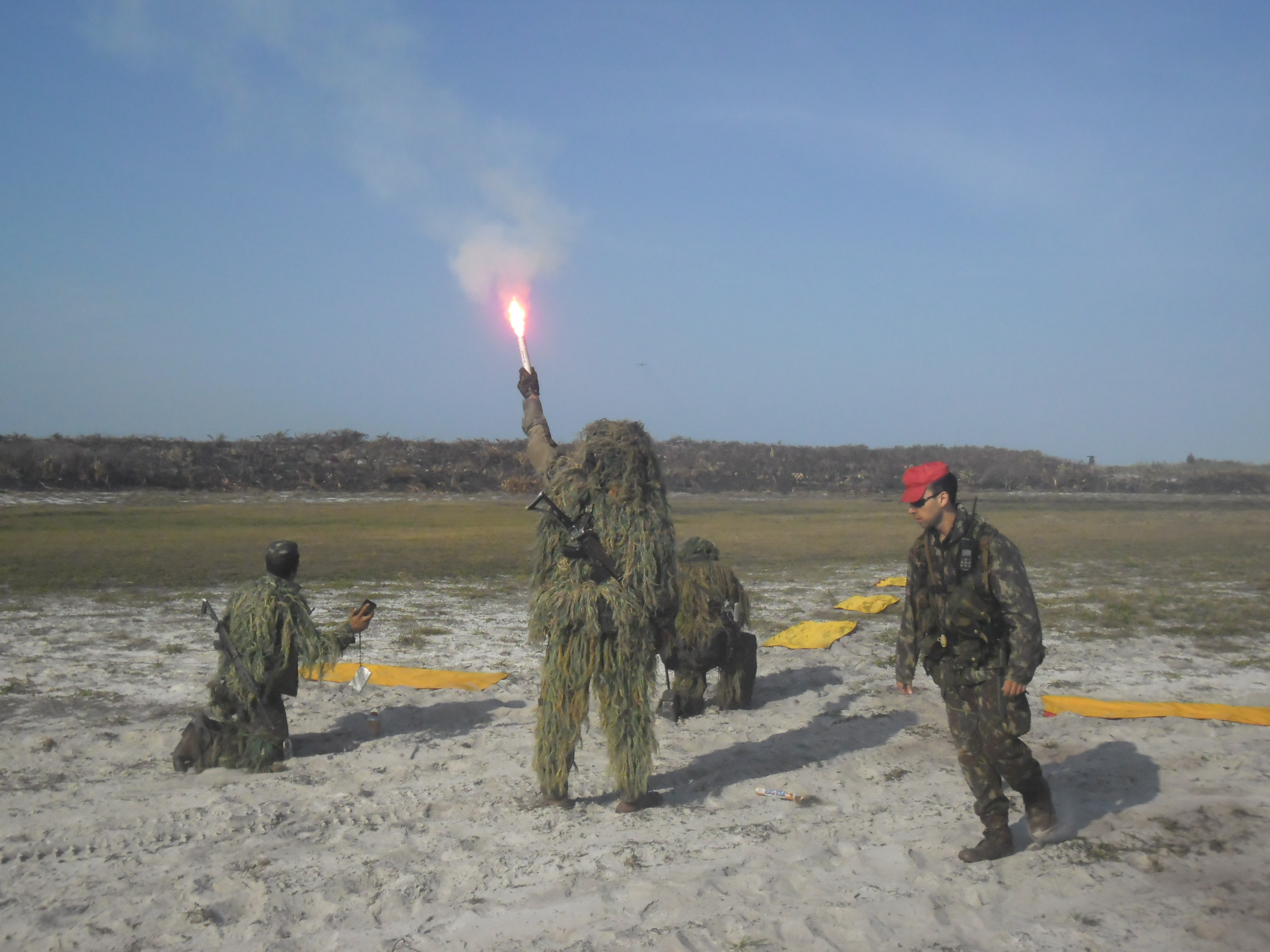
Operación de Zona de Lanzamiento
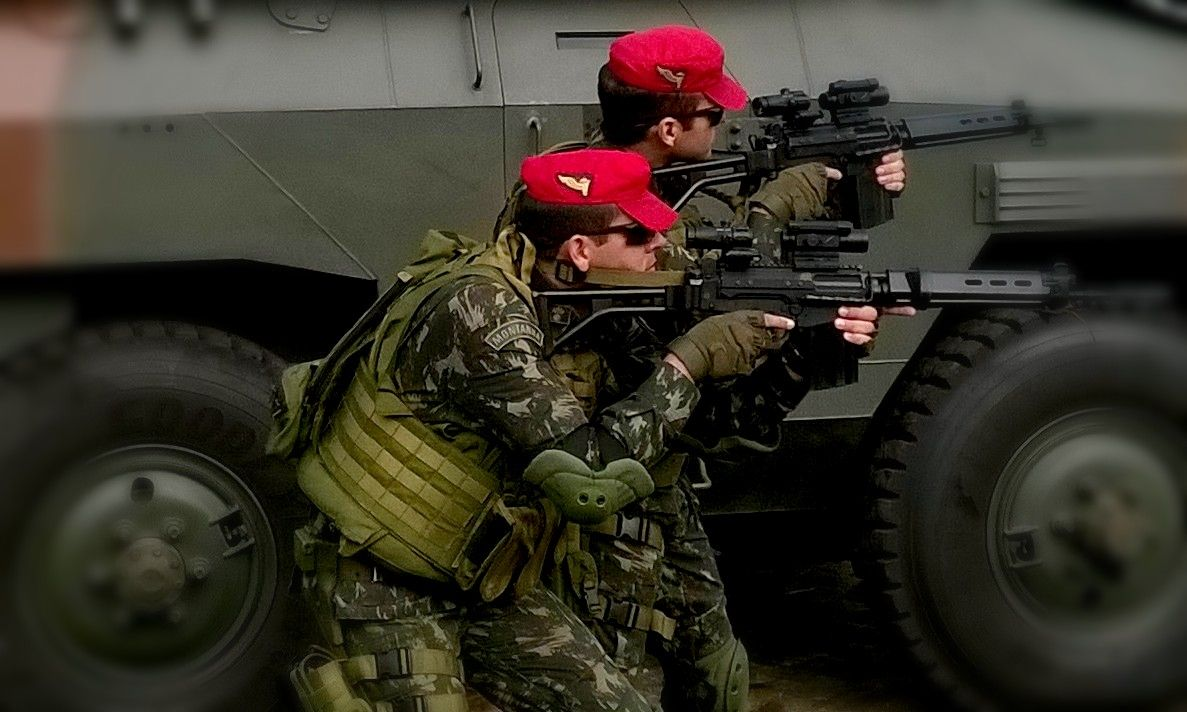
El gorro rojo

## Lectura adicional
- http://www.revistaoperacional.com.br/exercito/cia-prec-pqdt-realiza-semana-da-selva-do-curso-de-precursores-paraquedista/
- http://www.revistaoperacional.com.br/multimidia/precursores/
- http://www.defesanet.com.br/mout/noticia/20218/guerra-irregular--a-brigada-de-infantaria-paraquedista-na-pacificacao-do-complexo-da-mare/
- http://cgsc.cdmhost.com/cdm/ref/collection/p124201coll1/id/1181
- HACHA, Miguel y António CARMO, TROPAS PARACAIDISTAS – La HISTORIA DE Los BOINAS VEÁIS PORTUGUESES 1955-2003, Ed. Prefácio, Lisboa, 2003, ISBN 972-8563-97-3;